# Colotois
Colotois är ett släkte av fjärilar som beskrevs av Jacob Hübner 1823. Colotois ingår i familjen mätare.

## Bildgalleri

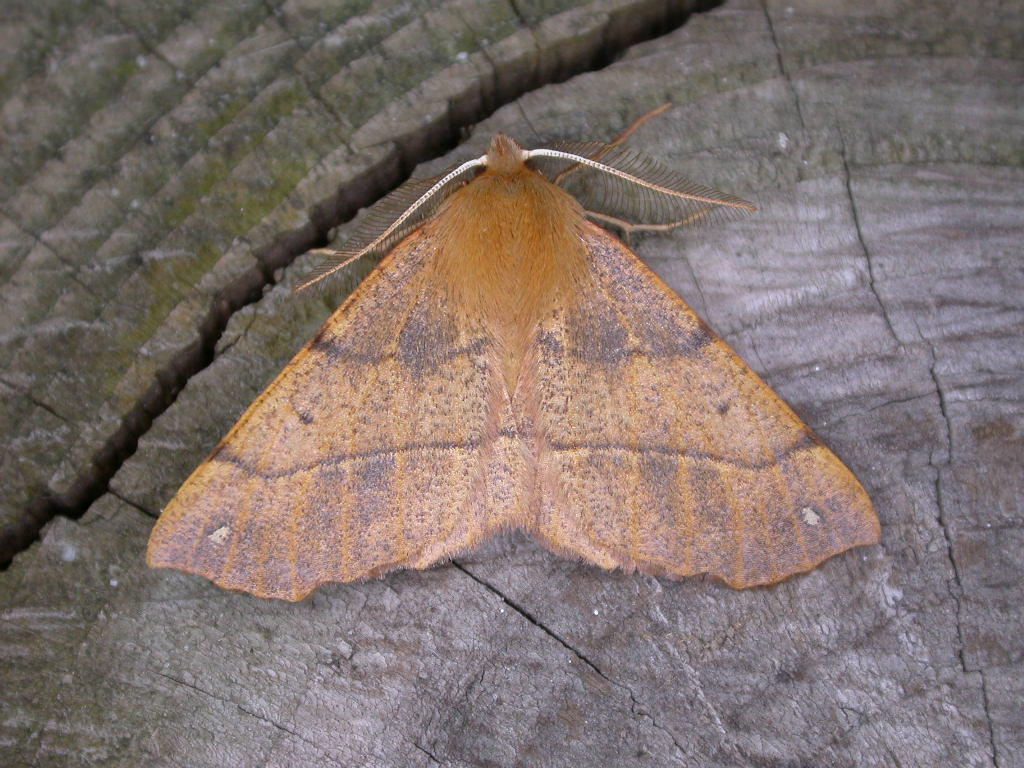
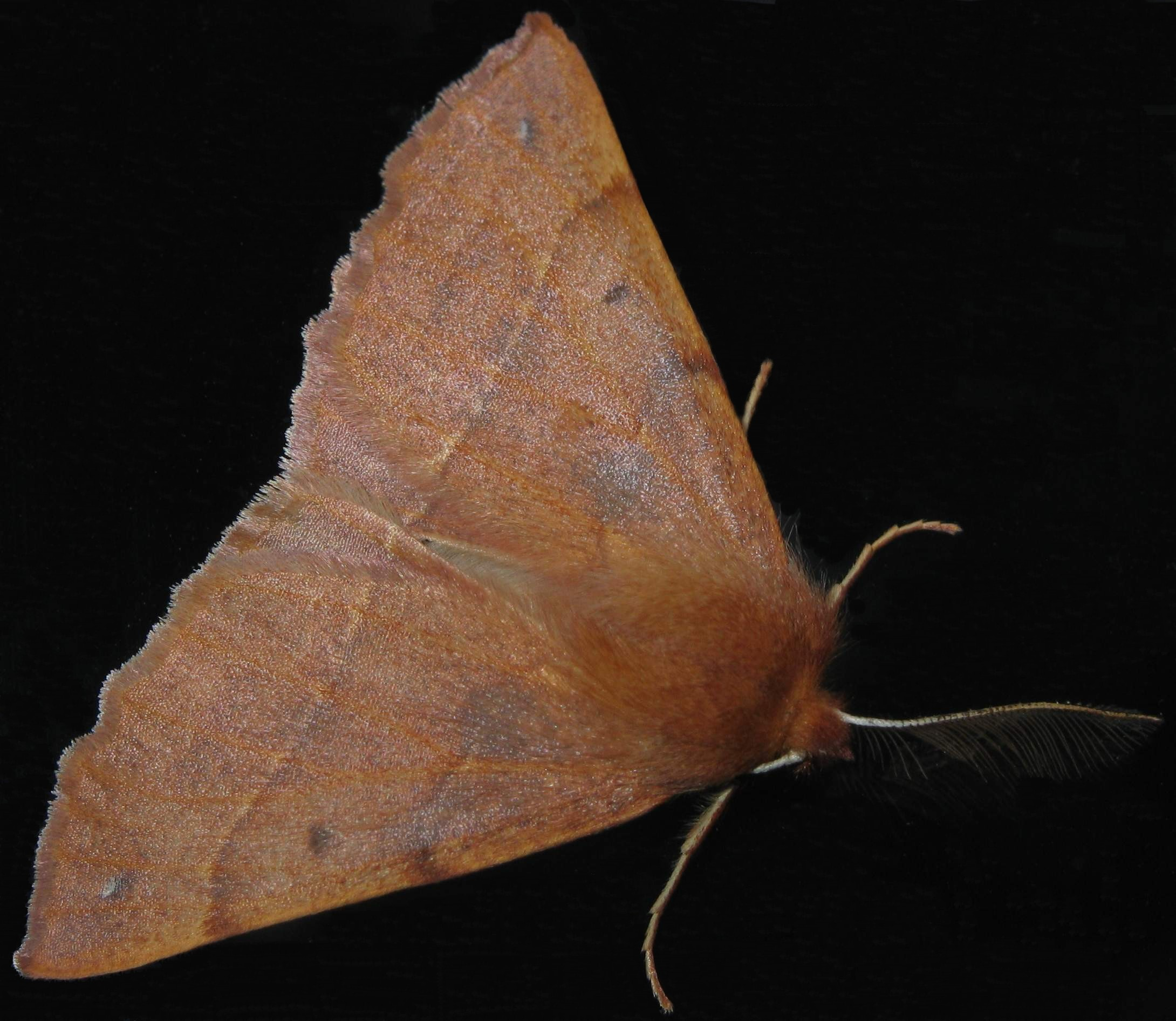
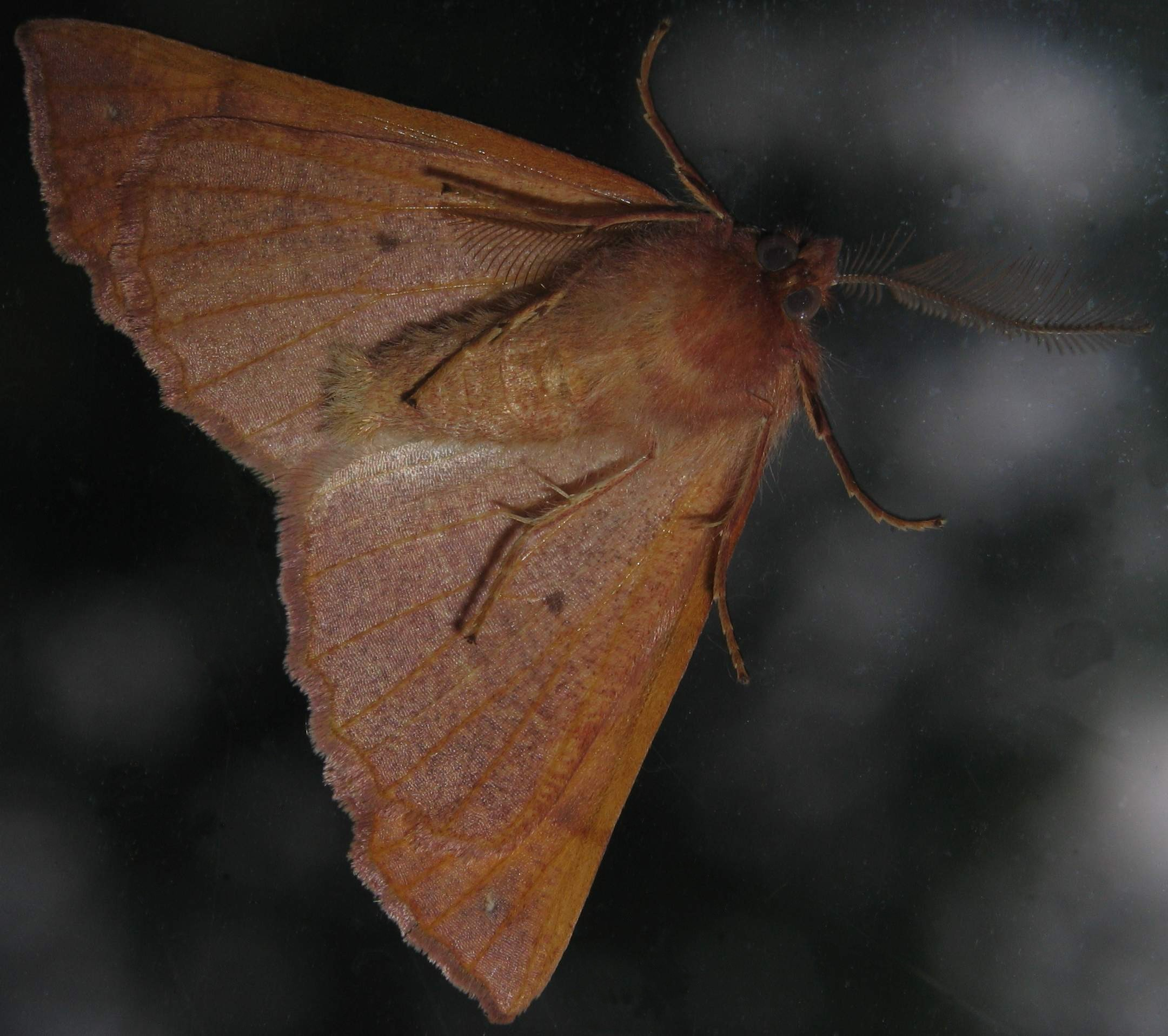
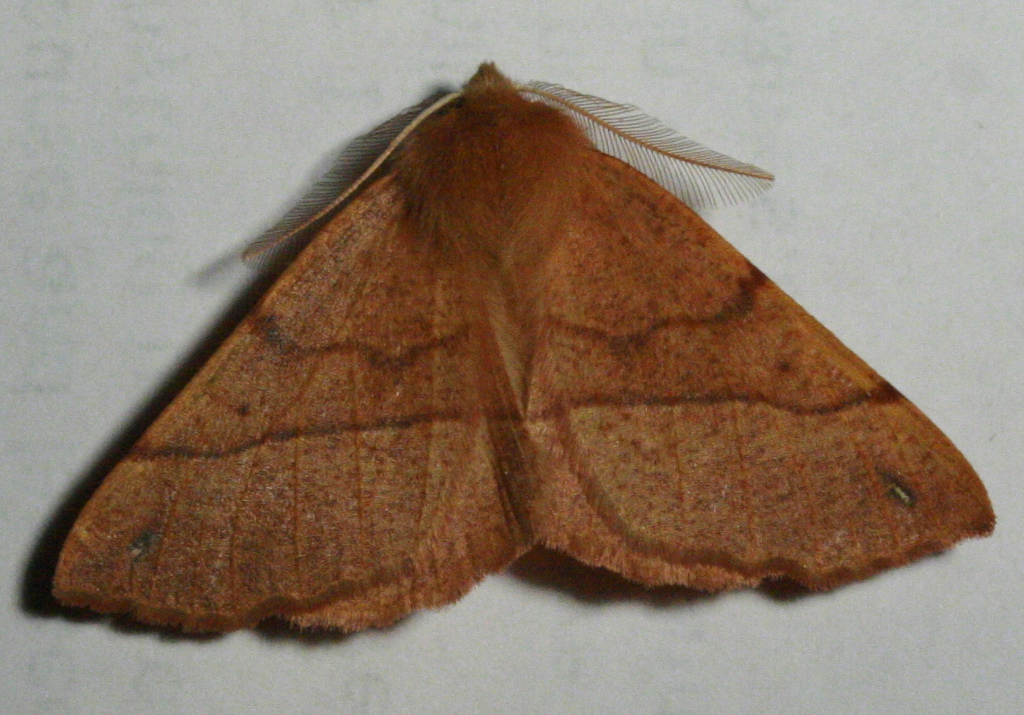
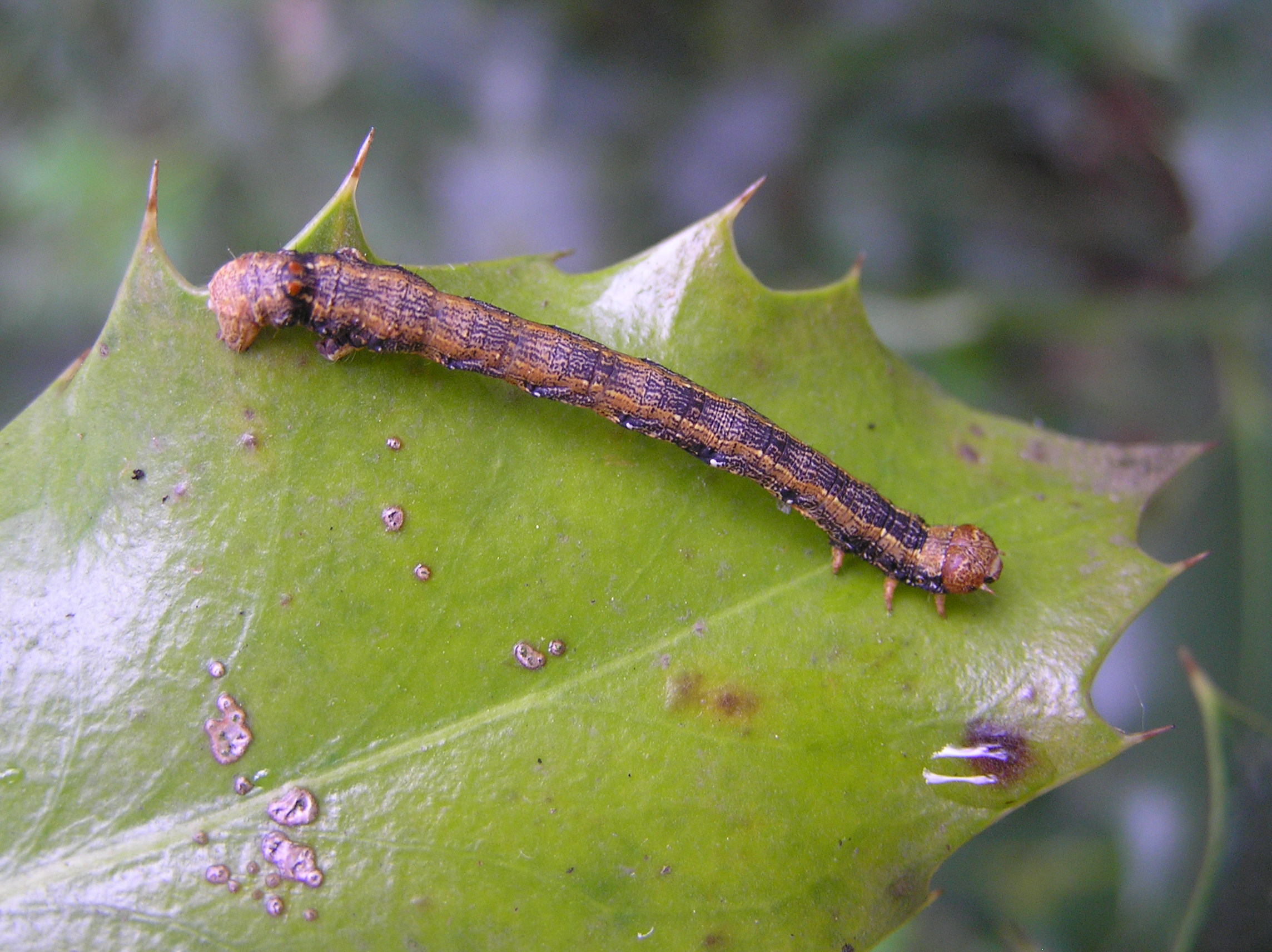
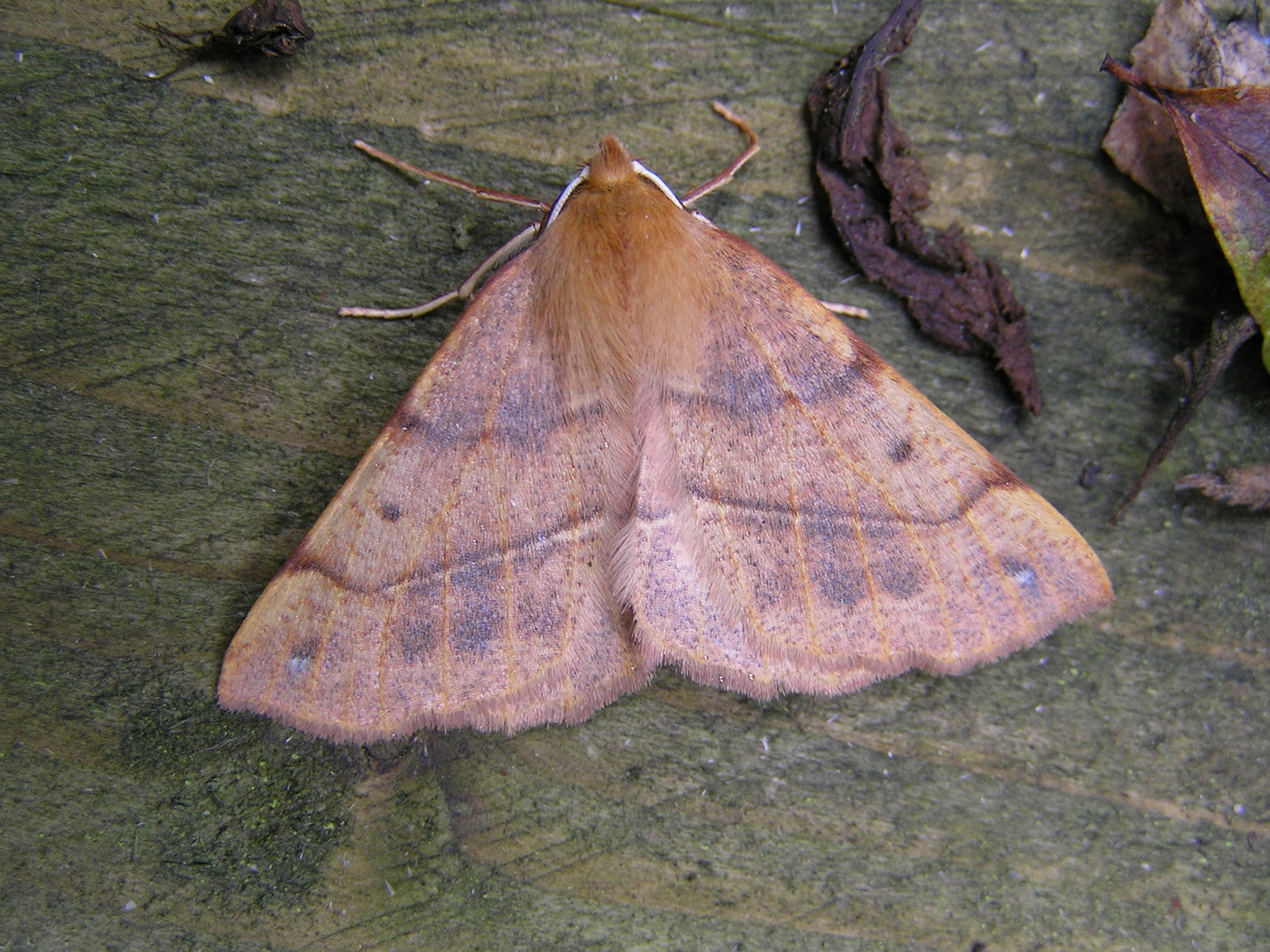

## Dottertaxa tillColotois, i alfabetisk ordning[1][2]
- Colotois alba
- Colotois albomaculata
- Colotois algiriae
- Colotois aurantiaca
- Colotois bifidaria
- Colotois biroi
- Colotois brevipennis
- Colotois carbonii
- Colotois castinearia
- Colotois cerasi
- Colotois chobauti
- Colotois cuneata
- Colotois cuprea
- Colotois demaculata
- Colotois depunctata
- Colotois flava
- Colotois flavescens
- Colotois fusca
- Colotois grisea
- Colotois interrupta
- Colotois korbi
- Colotois lugubrata
- Colotois mariscolore
- Colotois mauretanaria
- Colotois montanaria
- Colotois nigrata
- Colotois nubilosa
- Colotois nuda
- Colotois obscura
- Colotois obsoletelineata
- Colotois olivacea
- Colotois pallens
- Colotois pallida
- Colotois pennaria
- Colotois recurvata
- Colotois robusta
- Colotois rosea
- Colotois rufa
- Colotois rufescens
- Colotois rufolineata
- Colotois tangens
- Colotois unilineata
- Colotois ussuriensis
- Colotois vicinalis
- Colotois virescens
- Colotois zorella